# Mavro Orbini
Mauro Orbini (Ragusa, 1563 – Ragusa, 1614) è stato uno storico dalmata, cittadino della Repubblica di Ragusa.

## Biografia e influenza
Mauro Orbini è stato uno scrittore, traduttore, ideologo e storico della fine del XVI e dell'inizio del XVII secolo. Di nazionalità ragusea, ha trascorso gran parte della sua vita in Italia, legato interamente alla Dalmazia, ed è stato monaco benedettino.
La sua vita e il suo lavoro sono completamente sotto l'influenza e la dettatura del tempo. Li dedicò alla causa di protezione contro gli Ottomani nel corso della Lunga Guerra. 
La sua opera più nota è senz'altro il trattato storico-politico Il Regno de gli Slavi, pubblicato a Pesaro nel 1601. L'opera ha avuto una grande influenza nella storiografia sugli Slavi meridionali. Paisio di Hilendar attinse ampiamente da essa nella redazione dell'Storia slavobulgara.